# 人生補時
《人生補時》（ロス:タイム:ライフ，Loss:Time:Life）是源自筧昌也，亦監督的影像作品。作品有2003年及2005年出品短片、從2008年2月2日開始，每週六23:10～23:55（JST）在富士電視台播出的電視連續劇、上傳至手機的電視劇及韓國亦改編的兩部連續劇。

## 短片

### 人生補時
2003年製作。片長9分。BS-i（現今BS-TBS）・BS富士共同制作短片企画《68FILMS》中「美少年Hi!」第8話。
- 監督・劇本：筧昌也
- 音樂：水野修一
- 出演：虎牙光揮（修一）、中村麻美（里沙）、新宿導彈（裁判團）等
- 制作：BS-i

### 人生補時2
2005年製作。片長14分。収錄於電影《美女罐》發行的DVD特輯中。
- 監督・劇本：筧昌也
- 共同劇本：小林雄次
- 音樂：岡田修
- 出演：吉居亞希子（由美子）、新宿導彈（裁判團）等
- 制作：Buddies

## 日本電視劇

### 第一節「攝影師篇」
人生就是一場足球賽 足球就是 人生－阿根廷國家足球隊 迭戈·馬拉多納
- 補時：4小時17分

### 第二節「刑警篇」
只有耐心追趕的狗才有食物吃－奧地利教練 伊旺奧斯米奇
- 補時：3小時21分

### 第三節「壽喜燒篇」
母親總是全力以赴，為了家人而奔走，為了家人而奮戰，只為祈求家人的幸福。
- 補時：2小時29分

### 第四節「護士篇」
輸了比賽並不是世界末日－南斯拉夫主教練 布拉澤維奇
- 補時：4小時44分

### 第五節「青梅竹馬篇」
選手的成績與他的志願是成正比的－英格蘭足球代表隊 L.科恩
- 補時：3時間13分

### 第六節「Hero Show篇」
足球場上沒有主角，然而觀眾依舊為之瘋狂－荷蘭國家足球代表隊約翰艾斯曼
- 補時：5時間01分

### 第七節「極道之妻篇」
比起窩囊的贏，寧願華麗的輸－英格蘭國家隊隊員D.貝克漢姆
- 補時：2時間59分

### 第八節「部長篇」
我不後悔那天的選擇，因為我全力以赴過－西班牙國家隊員 勞爾·捨爾班德斯
- 補時：5時間31分

### 第九節「宅男篇」
人生真的有毫無意義的比賽嗎 － 某偉大的足球選手
- 補時：12年

### 延長戰「尾元勇藏物語」
上集－練習不是為了辯解昨天的過失，而是為了明天的比賽－原巴西國家隊選手 儒尼尼奧

下集－只要是你傳的球，不論在哪我都會去接－喬治貝斯特

### 登場人物

#### 全劇演出
各節選手【】内是參考的足球員名字。
- 尾元勇藏、尾元藏之介（第七節）- 溫水洋一，以下所飾演的身分
  - 第一節：計程車司機
  - 第二節：被說教的竊賊
  - 第三節：送貨至井原家的宅配員
  - 第四節：因為使用公司費用去賭馬卻大輸，在醫院屋頂上要跳樓的員工
  - 第五節：被退稿還被說去學如何畫漫畫的漫畫家
  - 第六節：在劇團中演出蝙蝠人的角色
  - 第七節：酒館老闆
  - 第八節：中了馬票之後與部長在居酒屋碰到，相談甚歡
  - 第九節：主審
  - 延長戰：在Pub工作的人
- 主審

犬飼若博（浦和紅夫：第1節〜第3節、第5節[由香里]、第8節、特別版[和子(カズ子)]）
金橋良樹（大阪松男：第4節、第5節[甫]、第6節、第7節）
飯島簿簿簿（特別版[黑崎]）
溫水洋一（尾元勇藏：第9節）
- 副審

中村靖日（第1節〜第3節、第5節[由香里]、第9節）
四井博善（第1節〜第3節、第5節[由香里]、第9節・特別版[黑崎]、第3節被主審判一張黃牌）
土佐和成（清水靜男:第4節、第5節[甫]、第6節、第7節）
杉山彦彦（京都山賀:第4節、第5節[甫]、第6節、第7節）
石田剛太（第8節、特別版[黑崎]）
中川晴樹（第8節、特別版[黑崎]）
川島廣輝（特別編[黑崎]）
- 第4審判

幸野友之（第1節〜第3節、第5節[由香里]、第9節、特別版[和子]）
真田幹也（東 京太郎:第4節、第5節[甫]、第6節、第7節）
宮成龍二（第8節、特別版[黒崎]）
- 實況 - 青嶋達也（富士電視臺播音員）（除了第9節之外只有聲音）
- 解說（除了第9節前田秀太郎之外只有聲音）

前田秀太郎 - 西田征史 （第1節、第2節、第7節、第8節、第9節特別版）
折場貫 - 安田顯 （第3節）
小村武 - 宅間孝行（第4節）
皮爾‧倉內 - 越村友一（第5節）
米來太秀 - 佐野瑞樹（第6節）
- 球場記者

室谷津與志 - 室剛（第7節）：前日本代表球場記者。

#### 第1節「攝影師篇」
- 中山春彦【中山雅史】 - 瑛太
- 岩田百合子 - 吹石一恵
- 篠田 - 小市慢太郎
- 孕婦 - 中進佐知子
- 看護師 - 大島蓉子
- 岩田來香 - 稻垣鈴夏

#### 第2節「刑警篇」
- 都並浩太【都並敏史】 - 小山慶一郎
- 五味慎三 - 平泉成
- 遠藤警部 - 田中哲司
- 立川康平 - 脇知弘
- 五味房江 - 山口美也子
- 相澤陽一 - 矢澤幸治
- 婦人警察官 - 林田麻里
- 都並的母親 - 酒井麻吏
- 皮外套 - 藤川俊生
- 老爺爺 - 水森幸太
- 刑警 - 永衣美貴
  - 此集舞台劇化為「人生補時-倒數計時的真相-」。小山慶一郎、古谷一行出演。

#### 第3節「壽喜燒篇」
- 井原淑子【井原正巳】 - 友近
- 井原利彦 - 松澤一之
- 井原理香 - 田島由美香
- 井原健一 - 永嶋柊吾
- 院崎 - 森崎博之
- 主婦A - 伊藤修子
- 主婦B - 柳岡香里
- 主婦C - 今泉天音

#### 第4節「護士篇」
- 松永由紀子【松永成立】 - 上野樹里
- 荻野政一 - 設樂統
- 當舖的店長 - 六角精兒
- 看護部長 - 大島蓉子
- 黑崎 - 武藤晃子
- 卷 - 蜂須賀祐一
- 公司員工 - 逸見廣大
- 小遙 - 黒木晴香
- 櫃臺小姐 - 山本小百合

#### 第5節「青梅竹馬篇」
- 森保甫【森保一】 - 伊藤淳史、畠山紫音（小時候）
- 吉田由香里【吉田光範】 - 美波、中本葉月（小時候）
- 森保美智子 - 池谷伸枝
- 吉田泰子 - 阿部朋子
- 赤坂主編 - 戶田昌宏
- 田上惠 - 田邊愛美
- 編輯人員 - 矢部賢治
- 井間行造 - 中津川朋廣
- 友人 - 栗山繪美
- 書店孩子們 - 足立和優（男孩）、森田想（女孩）
- 阿良奈二香
- 谷田郁乃

#### 第6節「Hero Show篇」
- 北澤光一【北澤豪】 - 田中直樹
- 大空正樹【大空翼】 - 田中圭
- 涼宮綠 - 安田美沙子
- 鬼塚蘭子【鬼塚忠久】 - 片桐入
- 赤井隼也 - 原田篤
- 千草陽子 - 畑野浩子
- 一之瀨 - 永野宗典
- 二階堂 - 須田邦裕
- 三鷹 - 金原泰成
- 川淵玉三郎【川淵三郎】 - 奥田達士
- 少年 - 宇都秀星
- 遮陽板X廣告配音 - 鈴井貴之
- 主播 - 伊藤利尋（富士電視台主播）
- 監督 - 木川淳一
- 警衛 - 樋口靖
- 試鏡場演員 - 石田勇大、早川諒、橋本望
- 小學生 - 土屋璃生
- Hero Show的特技員 - 川名求己、江澤大樹、福智幸太、中野賢一朗、猪又誠之、大石将史、東卓磨

#### 第7節「極道之妻篇」
- 龍崎瑠偉子【拉莫斯·瑠偉】 - 常盤貴子
- 龍崎秀雄 - 吹越滿
- 佐竹 - 三上市朗
- 猿谷尊 - 濱田岳
- 猿谷英子 - 兒玉絹世
- 黑崎【黑崎比差支】 - 古山憲太郎
- 長谷川【長谷川健太】 - 黑田耕平
- 前川【前川和也】 - 野間口徹
- 計程車招呼站吸煙客 - 阿部朋矢、繩田雄哉
- 計程車招呼站乘客 - 谷津勳、水紀百惠
- 勝矢公男【勝矢壽延】 - 宅間孝行
- 勝矢組的組員 - 濱田大介、保科光志、菊地康弘、森嶋將士
- 秀雄的愛人 - 羽田實加

#### 第8節「部長篇」
- 堀池清美【堀池巧】 - 真木陽子
- 星野理子 - 岩佐真悠子
- 山村隆志 - 武野功雄
- 加茂社長【加茂周】- 近江谷太朗
- 業主 - 矢島健一

#### 第9節「宅男篇」
- 三浦謙太郎【三浦知良】 - 大泉洋、春山幹介（少年期）
- 三浦亞矢 - 小出早織、井上桃子（幼少期）
- 三浦智惠子 - 田島令子
- 護理部主任 - 大島蓉子
  - 另參見奇蹟時間補時第一集

#### 延長戰「特別版·前後篇」
- 黑崎彩香【黑崎久志】 - 栗山千明
- 古橋典孝 - 梶原善
- 佐佐木真理子 - 酒井若菜
- 黑崎幸三 - 田村亮
- 尾元和子 - 岸本加世子
- 看護部長 - 大島蓉子
- 石田修吾 - 小濱正寛

### 工作人員
- 導演：筧昌也、鈴井貴之、大木綾子、富士川祐輔、永山耕三
- 製作人：中島久美子
- 腳本：筧昌也、森迅史、橋本博行、矢澤幸治、鈴木智尋、土田英生、上田誠、吉田智子、渡邊千穂
- 音樂：屋敷豪太、增本直樹
- 制作：富士電視台電視劇製作中心(フジテレビドラマ制作センター)
- 制作著作：富士電視台

### 播出日程
| 第1節 「攝影師篇」                                      | 2008年2月2日  |  | 筧昌也 森迅史 | 筧昌也     | 11.4% |
| 第2節 「刑警篇」                                        | 2008年2月9日  |  | 橋本博行      | 筧昌也     | 8.7%  |
| 第3節 「壽喜燒篇」                                      | 2008年2月16日 |  | 矢澤幸治      | 鈴井貴之   | 12.3% |
| 第4節 「護士篇」                                        | 2008年2月23日 |  | 鈴木智尋      | 永山耕三   | 10.7% |
| 第5節 「青梅竹馬篇」                                    | 2008年3月1日  |  | 土田英生      | 大木綾子   | 10.5% |
| 第6節 「Hero Show篇」                                   | 2008年3月8日  |  | 上田誠        | 富士川祐輔 | 8.5%  |
| 第7節 「極道之妻篇」                                    | 2008年3月15日 |  | 吉田智子      | 筧昌也     | 10.2% |
| 第8節 「部長篇」                                        | 2008年3月29日 |  | 渡邊千穗      | 永山耕三   | 9.8%  |
| 第9節 「宅男篇」                                        | 2008年4月5日  |  | 鈴木智尋      | 筧昌也     | 12.4% |
| 延長戰・前篇 「尾元勇藏物語」                           | 2008年4月12日 |  | 山崎淳也      | 永山耕三   | 9.9%  |
| 延長戰・後篇 「尾元勇藏物語」                           | 2008年4月19日 |  | 山崎淳也      | 永山耕三   | 9.1%  |
| 平均收視率10.3%（收視率是Video Research調查於關東地區） |               |  |               |            |       |

## au電視劇
KDDI與Robot共同製作。於auEZ Channel Plus「LISMO Channel」的LISMO Video Store2009年4月起上傳。

### 第10節「猫篇」
上傳日
- 予告・製作特輯：2009年4月6日
- 全4回：2009年4月13日、20日、27日、5月4日

登場人物
- 洛佩【呂比須‧瓦格納】：谷村美月
- 洛佩的飼主：田畑智子
- 雷歐學長：青木崇高
- 温水洋一

工作人員
- 監督・劇本：筧昌也

主題歌
- chatmonchy『8cmのピンヒール』（Ki/oon Records）

### 第11節「搖滾明星篇」
上傳日
- 全5回：2009年5月11日、18日、25日、6月1日、6月8日

登場人物
- 城修人【城彰二】：武田真治
- 尾上寛之
- 麥克·富岡
- 橘順一：松尾敏伸
- 溫水洋一

工作人員
- 監督：筧昌也
- 劇本：橋本博行

主題歌
- DOES『世界の果て』（Ki/oon Records）

### 第12節「親子篇」
上傳日
- 全4回：2010年6月7日、14日、21日、28日

登場人物
- 悟史：加藤清史郎
- 池田鐵洋
- 橋野惠美
- 山谷初男
- 呢喃聲四郎

工作人員
- 監督：筧昌也
- 劇本：橋本博行

主題歌
- Sambomaster『傘にさせてくれ』（Sony Music Records Inc.）

## 外部連結
- 短片第一作官方網站
- 「富士電視台 On Demand」官方網站 （页面存档备份，存于）

## 作品的變遷
| 富士電視台系列 週六連續劇                             | 富士電視台系列 週六連續劇         | 富士電視台系列 週六連續劇 |
| ----------------------------------------------------- | --------------------------------- | ------------------------- |
|                                                       | 人生補時 （2008.2.2 - 2008.4.19） |                           |
| SP 警視廳警備部警護課第四係 （2007.11.3 - 2008.1.26） | 81diver （2008.5.3 - 2008.7.19）  |                           |

| au LISMO Channel(Video)                 | au LISMO Channel(Video)                       | au LISMO Channel(Video)            |
| --------------------------------------- | --------------------------------------------- | ---------------------------------- |
|                                         | 人生補時 第10節・猫篇 （2009年4月-5月）       |                                    |
| -                                       | 人生補時 第11節・搖滾明星篇 （2009年5月-6月） |                                    |
| 人生補時 第10節・猫篇 （2009年4月-5月） | 人生補時 第11節・搖滾明星篇 （2009年5月-6月） | いちごゼミナール （2009年6月-7月） |
| 就活戦線異状あり （2010年5月）          | 人生補時 第12節・親子篇 （2010年6月）         | 言霊の女たち。 （2010年7月）       |

| 香港 有線娛樂台 星期一至五 23:00 - 00:00 | 香港 有線娛樂台 星期一至五 23:00 - 00:00 | 香港 有線娛樂台 星期一至五 23:00 - 00:00 |
| ---------------------------------------- | ---------------------------------------- | ---------------------------------------- |
|                                          | 人生補時 （2009.02.20 - 2009.03.06）     |                                          |
| 一枝梅 （2009.01.13 - 2009.02.19）       | 霹靂MIT （2009.03.09 - 2009.04.09）      |                                          |